# Statistisches Jahrbuch der Schweiz
Das vom Bundesamt für Statistik (BFS) herausgegebene Statistische Jahrbuch ist seit 1891 das Standardwerk der Schweizer Statistik. Es fasst die wichtigsten statistischen Ergebnisse zu Bevölkerung, Gesellschaft, Staat, Wirtschaft und Umwelt des Landes in deutscher und französischer Sprache zusammen. Das Jahrbuch dient nicht nur als Nachschlagewerk, sondern zeichnet mit seinen Überblicksbeiträgen ein umfassendes Bild der sozialen und wirtschaftlichen Lage der Schweiz. Derzeit wird es von NZZ Libro verlegt.

## Zur Entstehungsgeschichte des Jahrbuches
Am 29. Juni 1887 wurde im Nationalrat erstmals der Wunsch nach einem statistischen Jahrbuch geäussert. Der Bundesrat erklärte sich daraufhin bereit, die Durchführung dieser Anregung ins Auge zu fassen, wollte aber mit der Herausgabe noch ein wenig zuwarten, um die Resultate der Volkszählung von 1888 im ersten Jahrbuch aufnehmen zu können (was dann aber nur teilweise möglich war).
Zwei Jahre später – am 22. Juli 1889 – legte der Direktor des statistischen Büreaus, Dr. Guillaume, an der Konferenz schweizerischer Statistiker in Aarau sechs Thesen zum geplanten Werk vor, welche nach kurzer Diskussion angenommen wurden. In der ersten These wurde der Zweck des statistischen Jahrbuches umschrieben: Das Jahrbuch sollte die hauptsächlichen Ergebnisse der Statistik der Schweiz in leichtverständlichen Tabellen und, soweit möglich, in vergleichbaren Jahresreihen zur allgemeinen Kenntnis bringen. Als Vorbilder erwähnte Guillaume das Jahrbuch Finnlands (ein zweisprachiges, dünn gehaltenes Taschenbuch) und dasjenige des Deutschen Reiches (ein etwas umfangreicherer und mit farbigen Karten ausgestatteter Band).
An der Konferenz schweizerischer Statistiker vom 18. Oktober 1890 in Bern präsentierte Guillaume den konkreten Kapitelaufbau und ein Musterkapitel zur Vernehmlassung.
Das erste Statistische Jahrbuch der Schweiz, 270 Seiten stark, wurde dem Publikum schliesslich am 8. April 1891 übergeben. Die Reaktionen waren offenbar mehrheitlich positiv, die erstmalige Publikation schien den Anforderungen, die an eine solche Veröffentlichung gerichtet worden waren, zu entsprechen.

### Entwicklung über 100 Jahre
Das in den Anfängen des Statistischen Jahrbuches verfolgte Konzept, Informationen über die Grenzen eines Fachpublikums hinaus zur breiteren Nutzung bereitzustellen, entspricht den modernen Grundsätzen der Statistikdiffusion. Damit verbunden ist auch eine über mehr als 100 Jahre festzustellende Ähnlichkeit in der Wahl gewisser Mittel: So enthielt der Anhang des ersten Jahrganges bereits eine Visualisierung von Statistiken in Form von thematischen Karten, und die Ausgabe 1897 war ein reiner Grafikband. Das Element «Text» wurde 1892 ebenfalls bereits verstärkt verwendet.
Nicht alle Ausgaben des Jahrbuchs sind in diesem Sinne modern: Jahrzehntelang wurden reine Tabellenbände publiziert; auf Texte und Grafiken verzichtete man – nicht zuletzt aus Kostengründen. Erst 1989, mit dem 96. Jahrgang, wurden wieder deutliche Schritte in Richtung bessere Verständlichkeit und Benutzerfreundlichkeit unternommen, versuchten die Jahrbuchmacher mit einer Neugestaltung wieder, «Statistik näher an den Bürger heranzubringen» (so Bundesrat Cotti im Geleitwort). Im Jahr 2001 erfuhr das Statistische Jahrbuch eine weitere Renovation: Aktuell präsentiert es sich als 900-seitiges, vierfarbiges Werk mit integrierter CD-ROM, welche neben den Daten auch (seit 2003) einen interaktiven Atlas enthält.

## Aktuelles Jahrbuch-Konzept
Die Kapitel des heutigen Jahrbuchs – sie entsprechen den Bereichen der amtlichen Statistik – sind jeweils in folgende vier Teile gegliedert:
1. Überblick
Der Text legt jeweils eine Synthese der wichtigsten Ergebnisse vor, analysiert längerfristige Entwicklungen, erläutert Zusammenhänge zwischen verschiedenen Kennzahlen. Dieser Teil, der auch zahlreiche Grafiken enthält, wendet sich an ein breites Publikum, soll aber durch seine Übersichtsfunktion auch für eher spezialisierte Gruppen wie Medienleute oder Politiker dienlich sein.
2. Erhebungen, Quellen
Dieser Teil beschreibt kurz die wichtigsten Datenquellen.
3. Glossar
Hier  werden zentrale Begriffe definiert.
4. Datenteil
Der Datenteil schliesslich entspricht dem klassischen Statistischen Jahrbuch und ist nach wie vor der umfangreichste. Er enthält vor allem Tabellen, aber auch einige Grafiken und thematische Karten.

### Die CD-ROM zum Statistischen Jahrbuch
Auf der Jahrbuch-CD-ROM (sie wird nicht einzeln verkauft) sind zu finden:
1. Das digitale Statistische Jahrbuch der Schweiz – eine interaktive Applikation, die eine einfache Navigation und die Suche in den elektronischen Versionen aller Texte, Tabellen, Grafiken und Karten des gedruckten Jahrbuchs erlaubt. Dazu gesellen sich eine beträchtliche Anzahl Tabellen – unter anderem mit Daten auf Kantons- sowie Gemeindeniveau.
2. Der Statistische Atlas Schweiz sowie (ab Ausgabe 2011) der Statistische Atlas Europa, zwei interaktive Atlanten

Die vollständige Beschreibung und die Gebrauchsanweisung aller Applikationen finden sich auf der CD.

## Jahrbuch-Archiv
Dank enger Zusammenarbeit mit dem Bundesamt für Informatik und Telekommunikation (BIT) kann das BFS eine elektronische Version sämtlicher Ausgaben der Jahrbuch-Jahrgänge von 1891 bis 1988 zugänglich machen – eine nützliche und interessante Quelle für Historiker, Studierende und alle anderen Interessierten.
Die Dateien im pdf-Format bieten die Ansicht der originalen Typographie, ihre Texte sind aber durch elektronische Recherchemöglichkeiten so gut zu erschliessen wie diejenigen einer modernen elektronischen Publikation.

## Taschenstatistik der Schweiz
Die "Taschenstatistik der Schweiz" ist ein jährlich aktualisiertes Handbuch mit den allerwichtigsten Kennzahlen der Schweiz. Die 50-seitige Gratispublikation im Format A5 beinhaltet die wichtigsten Informationen aus den Bereichen Geografie, Bevölkerung, Arbeit und Erwerb, Wirtschaft und Verkehr, Sozialer Sicherheit sowie Bildung und Wissenschaft. Die "Taschenstatistik der Schweiz" erscheint in den fünf Sprachen Deutsch, Französisch, Italienisch, Rätoromanisch und Englisch.